# Моллой, Сильвия
Сильвия Кларк Моллой (англ. Sylvia Clark Molloy, 1914—2008), урождённая Сильвия Кларк Лейден, была британской художницей-реалисткой и импрессионисткой, а также преподавателем.

## Биография
Моллой родилась в 1914 году в Саут-Шилдсе, Великобритания. Окончила Даремский университет и большую часть жизни прожила за пределами Англии.
В 1940 году она вышла замуж за Патрика Р. Х. Моллоя, государственного служащего в Мемьо, Бирма. В 1942 году, во время японского вторжения эвакуировалась из Бирмы.
После этого она жила в Шимле (Индия, Лахоре (Пакистан) и в Соединенном Королевстве и в 1947 году поселились в ЮАР. Руководила художественной школой в Йоханнесбурге. Моллой игнорировала законы страны об апартеиде, обучая чернокожих студентов.
В 40-е стала известна как портретистка.
Вернулась в Англию в середине 60-х. Некоторые из её многочисленных картин и зарисовок народов Южной Африки и Бирмы хранятся в Британской библиотеке.
После возвращения в Англию она продолжала преподавание, оставила воспоминания о Бирме; её картины выставлялись в Королевской академии художеств и в Парижском салоне.